# Sam-Sprachen
Als Sam-Sprachen oder Ost-Omo-Tana-Sprachen werden das Somali und verwandte Sprachen bezeichnet. Diese Sprachen bilden den östlichen Zweig der Omo-Tana-Sprachen, die ihrerseits zum tieflandostkuschitischen Zweig der afroasiatischen Sprachen gehören.
Der Linguist Bernd Heine prägte 1978 die Bezeichnung Sam für die drei Sprachen Somali, Rendille und Boni und rekonstruierte eine gemeinsame Vorläufersprache der drei Sprachen, das Proto-Sam. Die Bezeichnung ist von dem Wort *sam für „Nase“ abgeleitet, das sich für das Proto-Sam rekonstruieren lässt.
Andere Forscher haben sowohl die Bezeichnung „Sam“ als auch die Klassifikation von Heine kritisiert.

## Klassifikation nach Heine
- Afroasiatisch
  - Kuschitisch
    - (Ostkuschitisch)
      - Tieflandostkuschitisch
        - Omo-Tana
          - Sam-Sprachen/Ost-Omo-Tana
            - West-Sam/Rendille (vgl. Rendille)
            - Ost-Sam
              - Boni
              - Somali.

## Sprachgeschichte nach Heine
Sämtliche anderen Omo-Tana-Sprachen werden ausschließlich zwischen dem Abaya-See und dem Turkanasee im südlichen Äthiopien und im nördlichen Kenia gesprochen. Heine geht daher davon aus, dass sich die Sprecher der Sam-Sprachen vom südlichen äthiopischen Hochland aus in ihre heutigen Gebiete ausgebreitet haben; diese Ansicht wird von anderen Sprachforschern geteilt. Heines Annahmen zum weiteren Verbreitungsweg der Sam-Sprecher sind hingegen umstritten.
Heine geht davon aus, dass die gemeinsame Vorläufersprache der Sam-Sprachen, das Proto-Sam, zwischen 2300 und 1700 Jahren alt ist und somit um die Zeitenwende herum gesprochen wurde. Die Sprecher des Proto-Sam sollen um diese Zeit bereits im Tiefland im Norden Kenias gelebt haben, vielleicht in der Umgebung des heutigen Marsabit. Laut Heine (wie auch gemäß Harold C. Fleming und Günther Schlee) waren sie nomadische Viehzüchter. Für das Proto-Sam lässt sich spezialisiertes Vokabular im Zusammenhang mit Viehzucht und vor allem mit Kamelen rekonstruieren. Wahrscheinlich übernahmen die Proto-Sam die Kamelhaltung nach ihrer Einwanderung in das Tiefland, es ist jedoch unklar, von wem.
Begriffe zu Schafen und Ziegen sind ebenfalls im Proto-Sam-Vokabular zu finden. Das Vokabular für Rinder ist deutlich weniger detailliert, diese Tiere dürften also weniger Bedeutung gehabt haben. Ackerbau war den Proto-Sam bekannt (so gibt es ein gemeinsames Grundwort für „graben“ oder „bebauen“), scheint von ihnen aber nicht betrieben worden zu sein (für „Garten“ haben West- und Ost-Sam unterschiedliche Grundwörter). Da Wörter für „Eisen“ (*bir) und „Schmied“ (*tumaal) vorhanden sind, scheint Eisenverarbeitung bekannt gewesen zu sein. Weitere Wörter der Proto-Sam-Sprache weisen darauf hin, dass Beschneidungen durchgeführt und Tote begraben wurden. Es existieren auch Wörter für eine große Vielfalt an Gefäßen und Behältern und für Holzschnitzerei. Drei verschiedene Wörter für Wasserstellen deuten darauf hin, dass diese bereits für die Proto-Sam von existenzieller Bedeutung waren.
Die Trennung zwischen Ost- und West-Sam dürfte sich laut Heine zwischen 300 v. Chr. und 200 n. Chr. ereignet haben, wobei die Vorläufer der Rendille im Norden des heutigen Kenia blieben, während sich die östlichen Sam weiter nach Südosten begaben. Von ihnen trennten sich zwischen 200 und 600 die Boni, die in küstennahen Waldgebieten im heutigen Kenia und Südsomalia Jäger und Sammler wurden. Von den übrigen Ost-Sam, den Vorläufern der Somali, ging ein Teil zwischen den Flüssen Jubba und Shabelle in Südsomalia zu einer Kombination von Ackerbau und Viehzucht über, während die übrigen Somali weiter nach Norden zogen und (bis um das Jahr 1000) das gesamte Horn von Afrika besiedelten.

## Ansichten anderer Forscher
Marcello Lamberti stuft Rendille und Boni nicht als eigenständige Sprachen, sondern als Dialekte des Somali ein. In seiner Klassifikation bildet das Rendille eine von sechs Dialektgruppen, das Boni bildet zusammen mit dem Garre eine weitere.
Günther Schlee kritisierte Heines Modell zum Verbreitungsweg dieser Sprachen, das zu sehr von ihrer heutigen Verbreitung ausgehe und historische Entwicklungen zwischen der anfänglichen Ausbreitung der Proto-Sam und der heutigen Situation außer Acht lasse. Ihm zufolge ist viel wahrscheinlicher, dass sich die Sprecher von Somali und verwandten Sprachen radial von Südäthiopien aus nach Süden (in das heutige Kenia) und Osten (heute Somalia und das Ogadengebiet) verbreiteten. In diesem weiten Gebiet bildeten die Sam-Sprachen ein Dialektkontinuum, das ab dem 16. Jahrhundert durch das Vordringen der Oromo (v. a. Borana) zersplittert wurde. So wurden Rendille und Somali erst durch diese Ausbreitung der Borana getrennt. Weitere Somali-Dialekte dürften im Zuge der Oromo-Expansion verschwunden sein. Die Gabbra und Sakuye, die heute das Oromo der Borana sprechen und sprachwissenschaftlich meist als Borana betrachtet wurden, sprachen wohl ursprünglich solche Dialekte, denn kulturell stehen sie weiterhin der von Schlee rekonstruierten „Proto-Rendille-Somali“-Kultur wesentlich näher als den Borana.
Schlee lehnte zudem die von Heine gewählte Benennung der Sprachgruppe nach dem rekonstruierten Wort für „Nase“ ab: It should be considered to abandon this insulting name. („Es sollte erwogen werden, diese beleidigende Bezeichnung aufzugeben.“)